# Flagi gmin w województwie świętokrzyskim
Flagi gmin w województwie świętokrzyskim – lista symboli gminnych w postaci flagi, obowiązujących w województwie świętokrzyskim.

Flaga województwa świętokrzyskiego

Zgodnie z definicją, flaga to płat tkaniny określonego kształtu, barwy i znaczenia, przymocowywany do drzewca lub masztu. Może on również zawierać herb lub godło danej jednostki administracyjnej. W Polsce jednostki terytorialne (rady gmin, miast i powiatów) mogą ustanawiać flagi zgodnie z „Ustawą z dnia 21 grudnia 1978 o odznakach i mundurach”. W pierwotnej wersji pozwalała ona jednostkom terytorialnym jedynie na ustanawianie herbów. Mimo to wiele miast i gmin, w tym w województwie świętokrzyskim, podejmowało uchwały i używało flagi jako swojego symbolu. Dopiero „Ustawa z dnia 29 grudnia 1998 o zmianie niektórych ustaw w związku z wdrożeniem reformy ustrojowej państwa” oficjalnie potwierdziła prawo województw, powiatów i gmin do ustanawiania tego symbolu jednostki terytorialnej.
W 2025 w województwie świętokrzyskim swoją flagę posiadało 48 ze 102 gmin. Symbol ten, od 2001 (ze zmianą w 2013), ma ustanowione samo województwo.

## Lista obowiązujących flag gminnych

### Powiat buski
| Gmina             | Wzór | Opis |
| ----------------- | ---- | --- |
| Gmina Solec-Zdrój |      | Flaga gminy została ustanowiona uchwałą nr XXXIX/222/2018 z 28 marca 2018. Jest to prostokątny płat tkaniny o proporcjach 5:8 koloru błękitnego, w którego centralnej części umieszczono godło z herbu gminy.                     |
| Gmina Tuczępy     |      | Flaga gminy została ustanowiona uchwałą nr III/36/2003 z 31 marca 2003. Jest to prostokątny płat tkaniny o proporcjach 5:8, podzielony na dwa równe pionowe pasy: błękitny i czerwony. Umieszczono na nich symbole z herbu gminy. |

### Powiat jędrzejowski
| Gmina                     | Wzór | Opis |
| ------------------------- | ---- | --- |
| Miasto i gmina Małogoszcz |      | Flaga gminy została ustanowiona uchwałą nr 28/243/06 z 22 czerwca 2006. Jest to prostokątny płat tkaniny o proporcjach 5:8 koloru czerwonego, w którego centralnej części umieszczono godło z herbu gminy.                                                       |
| Gmina Nagłowice           |      | Flaga gminy, autorstwa dr Jerzego Michty, została ustanowiona uchwałą nr XXVIII/178/2004 z 29 grudnia 2004. Jest to prostokątny płat tkaniny o proporcjach 5:8 koloru czerwonego, w którego centralnej części umieszczono godło z herbu gminy.                   |
| Gmina Słupia              |      | Flaga gminy została ustanowiona uchwałą nr XVII/104/2004 z 30 października 2004. Jest to prostokątny płat tkaniny o proporcjach 5:8 koloru czerwonego, w którego centralnej części umieszczono godło z herbu gminy.                                              |
| Miasto i gmina Sobków     |      | Flaga gminy została ustanowiona uchwałą nr XVII/96/05 z 30 marca 2005. Jest to prostokątny płat tkaniny o proporcjach 5:8, podzielony na dwa poziome pasy: czerwony i biały. W lewym dolnym rogu umieszczono postać stojącego jelenia, pochodząca z herbu gminy. |

### Powiat kazimierski
| Gmina                     | Wzór | Opis |
| ------------------------- | ---- | --- |
| Gmina Bejsce              |      | Flaga gminy została ustanowiona uchwałą nr XVII/96/2005 z 30 marca 2005. Jest to prostokątny płat tkaniny o proporcjach 5:8 koloru błękitnego, w którego centralnej części umieszczono godło z herbu gminy.                                |
| Gmina Czarnocin           |      | Flaga gminy została ustanowiona uchwałą nr XV/70/2004 z 30 marca 2004. Jest to prostokątny płat tkaniny o proporcjach 5:8 koloru czerwonego, w którego centralnej części umieszczono godło z herbu gminy.                                  |
| Miasto i gmina Opatowiec  |      | Flaga gminy została ustanowiona uchwałą nr XLI/273/2014 z 30 kwietnia 2014. Jest to prostokątny płat tkaniny o proporcjach 2:3 koloru żółtego ze skośnym błękitnym pasem, biegnącym z lewego górnego rogu.                                 |
| Miasto i gmina Skalbmierz |      | Flaga gminy, autorstwa Henryka Seroki, została ustanowiona uchwałą nr XLVII/228/2021 z 30 grudnia 2021. Jest to prostokątny płat tkaniny o proporcjach 5:8 koloru błękitnego, w którego centralnej części umieszczono godło z herbu gminy. |

### Miasto Kielce
| Wzór | Opis |
| ---- | --- |
|      | Flaga miasta została ustanowiona uchwałą nr VII/76/2019 z 21 lutego 2019. Jest to prostokątny płat tkaniny o proporcjach 5:8, podzielony na trzy poziome pasy: dwa złote i czerwony w stosunku 1:8:1. W pobliżu drzewca umieszczono godło z herbu miasta. |

### Powiat kielecki
| Gmina                      | Wzór | Opis |
| -------------------------- | ---- | --- |
| Gmina Bieliny              |      | Flaga gminy to prostokątny płat tkaniny o proporcjach 5:8, podzielony na trzy pionowe pasy: dwa żółte i czerwony w stosunku 1:2:1. W jego centralnej części umieszczono godło z herbu gminy.                                                                                                 |
| Miasto i gmina Chęciny     |      | Flaga gminy została ustanowiona uchwałą nr 199/XXII/20 z 30 marca 2020. Jest to prostokątny płat tkaniny o proporcjach 5:8 koloru czerwonego, w którego centralnej części umieszczono godło z herbu gminy.                                                                                   |
| Gmina Górno                |      | Flaga gminy to prostokątny płat tkaniny o proporcjach 5:8, podzielony na dwa równe poziome pasy: czerwony i biały. Umieszczono na nich symbole z herbu gminy. |
| Gmina Miedziana Góra       |      | Flaga gminy to prostokątny płat tkaniny o proporcjach 7:12, podzielony na pięć poziomych pasów: ciemny niebieski, biały, miedzianoczerwony, biały i zielony w stosunku 4:1:4:1:4. |
| Gmina Mniów                |      | Flaga gminy, autorstwa dr Jerzego Michty, została ustanowiona uchwałą nr 12/XVI/04 z 29 kwietnia 2004. Jest to prostokątny płat tkaniny o proporcjach 5:8, na którym umieszczono godło i górny pas z herbu gminy.                                                                            |
| Miasto i gmina Morawica    |      | Flaga gminy, autorstwa dr Jerzego Michty, została ustanowiona uchwałą nr XXVII/248/09 z 5 marca 2009. Jest to prostokątny płat tkaniny o proporcjach 5:8, podzielony na dwa równe pionowe pasy: czerwony i błękitny. Umieszczono na nich symbole z herbu gminy.                              |
| Gmina Nowiny               |      | Flaga gminy, autorstwa dr Jerzego Michty, została ustanowiona uchwałą nr XXVI/177/04 z 27 października 2004. Jest to prostokątny płat tkaniny o proporcjach 5:8, podzielony na dwie części: czerwoną i błękitną przez biały skośny pas. Na obu częściach umieszczono elementy z herbu gminy. |
| Miasto i gmina Piekoszów   |      | Flaga gminy została ustanowiona uchwałą nr VIII/48/2000 z 22 grudnia 2000. Jest to prostokątny płat tkaniny o proporcjach 5:7, podzielony na trzy poziome pasy: biały, czerwony i błękitny w stosunku 2:1:2. W górnej części umieszczono herb gminy.                                         |
| Miasto i gmina Pierzchnica |      | Flaga gminy została ustanowiona 26 kwietnia 1998. Jest to prostokątny płat tkaniny o proporcjach 5:8, podzielony na trzy równe poziome pasy: biały, czerwony i żółty. |

### Powiat konecki
| Gmina                    | Wzór | Opis |
| ------------------------ | ---- | --- |
| Gmina Fałków             |      | Flaga gminy została ustanowiona 9 grudnia 2000. Jest to prostokątny płat tkaniny o proporcjach 5:8, podzielony na trzy równe poziome pasy: niebieski, biały i czerwony w stosunku 2:1:2.                                                                        |
| Miasto i Gmina Gowarczów |      | Flaga gminy, autorstwa Krzysztofa Dorcza, została ustanowiona uchwałą nr XXXIV/257/2017 z 29 sierpnia 2017. Jest to prostokątny płat tkaniny o proporcjach 5:8 koloru błękitnego, w którego centralnej części umieszczono godło z herbu gminy.                  |
| Miasto i gmina Radoszyce |      | Flaga gminy, autorstwa Kamila Wójcikowskiego i Roberta Fidury została ustanowiona uchwałą nr XXXVII/222/2013 z 28 grudnia 2013. Jest to prostokątny płat tkaniny o proporcjach 5:8 koloru białego, w którego centralnej części umieszczono godło z herbu gminy. |
| Gmina Ruda Maleniecka    |      | Flaga gminy, autorstwa Krzysztofa Dorcza, została ustanowiona uchwałą nr IV/33/2011 z 29 kwietnia 2011. Jest to prostokątny płat tkaniny o proporcjach 5:8 koloru zielonego, w którego centralnej części umieszczono godło z herbu gminy.                       |
| Gmina Słupia Konecka     |      | Flaga gminy, autorstwa Krzysztofa Dorcza, została ustanowiona uchwałą nr XX/122/2016 z 14 czerwca 2016. Jest to prostokątny płat tkaniny o proporcjach 5:8 koloru czerwonego, w którego centralnej części umieszczono godło z herbu gminy.                      |
| Gmina Smyków             |      | Flaga gminy została ustanowiona uchwałą nr 235/XXXVI/2018 z 15 października 2018. Jest to prostokątny płat tkaniny o proporcjach 5:8 koloru zielonego, w którego centralnej części umieszczono godło z herbu gminy.                                             |

### Powiat opatowski
| Gmina                   | Wzór | Opis |
| ----------------------- | ---- | --- |
| Miasto i gmina Iwaniska |      | Flaga gminy została ustanowiona uchwałą nr XXVI/241/08 z 26 czerwca 2008. Jest to prostokątny płat tkaniny o proporcjach 5:8 koloru błękitnego, w którego centralnej części umieszczono godło z herbu gminy. |
| Miasto i gmina Ożarów   |      | Flaga gminy została ustanowiona uchwałą nr XXX/195/2005 z 26 kwietnia 2005. Jest to prostokątny płat tkaniny o proporcjach 5:8 koloru żółtego, w którego centralnej części umieszczono godło z herbu gminy.  |

### Powiat ostrowiecki
| Gmina                | Wzór | Opis |
| -------------------- | ---- | --- |
| Gmina Bałtów         |      | Flaga gminy została ustanowiona uchwałą nr XXVII/168/2012 z 11 listopada 2012. Jest to prostokątny płat tkaniny podzielony na dwa równe pionowe pasy. Lewy, błękitny, z umieszczonym godłem z herbu gminy; prawy podzielony na sześć poziomych pasów: czerwone i białe.            |
| Gmina Bodzechów      |      | Flaga gminy została ustanowiona uchwałą nr IV/6/2004 z 19 marca 2004. Jest to prostokątny płat tkaniny podzielony na dwa równe pionowe pasy. Lewy, czerwony, z umieszczonym godłem z herbu gminy; prawy podzielony na trzy poziome pasy: biały, czerwony i żółty w stosunku 2:1:2. |
| Miasto i gmina Kunów |      | Flaga gminy została ustanowiona 28 maja 1996. Jest to prostokątny płat tkaniny o proporcjach 5:8, podzielony na trzy równe poziome pasy: niebieski, żółty i czerwony. |
| Gmina Waśniów        |      | Flaga gminy to prostokątny płat tkaniny, podzielony na cztery poziome pasy: biały, zielony, czerwony i niebieski w stosunku 3:1:1:1. |

### Powiat pińczowski
| Gmina                  | Wzór | Opis |
| ---------------------- | ---- | --- |
| Gmina Kije             |      | Flaga gminy, autorstwa dr Lecha Stępkowskiego, została ustanowiona uchwałą nr III/109/04 z 2 maja 2004. Jest to prostokątny płat tkaniny o proporcjach 5:8 koloru zielonego, w którego centralnej części umieszczono godło z herbu gminy. |
| Miasto i gmina Pińczów |      | Flaga gminy to prostokątny płat tkaniny koloru błękitnego, w którego centralnej części umieszczono godło z herbu gminy. |

### Powiat sandomierski
| Gmina             | Wzór | Opis |
| ----------------- | ---- | --- |
| Gmina Dwikozy     |      | Flaga gminy to prostokątny płat tkaniny, podzielony na trzy równe pasy: dwa żółte i czerwony. Z lewej strony umieszczono biały trójkąt.                                                                                                |
| Gmina Łoniów      |      | Flaga gminy to prostokątny płat tkaniny o proporcjach 5:8 koloru czerwonego, w którego centralnej części umieszczono godło z herbu gminy.                                                                                              |
| Miasto Sandomierz |      | Flaga miasta to prostokątny płat tkaniny o proporcjach 5:8 koloru czerwonego, w którego centralnej części umieszczono godło z herbu miasta. Flaga została uchwalona w 2016.                                                            |
| Gmina Samborzec   |      | Flaga gminy, autorstwa dr Jerzego Michty, została ustanowiona uchwałą nr XLIII/281/2018 z 19 lipca 2018. Jest to prostokątny płat tkaniny o proporcjach 5:8 koloru czerwonego, z którego lewej strony umieszczono godło z herbu gminy. |
| Gmina Wilczyce    |      | Flaga gminy została ustanowiona uchwałą nr XXVI/143/2005 z 30 sierpnia 2005. Jest to prostokątny płat tkaniny koloru błękitnego, w którego centralnej części umieszczono godło z herbu gminy.                                          |

### Powiat skarżyski
| Gmina                     | Wzór | Opis |
| ------------------------- | ---- | --- |
| Gmina Skarżysko Kościelne |      | Flaga gminy została ustanowiona 26 sierpnia 1999. Jest to prostokątny płat tkaniny, podzielony na dwa równe pasy: biały i czerwony. Z lewej strony umieszczono żółty trójkąt z czerwonym krzyżem. |

### Powiat starachowicki
| Gmina               | Wzór | Opis |
| ------------------- | ---- | --- |
| Gmina Mirzec        |      | Flaga gminy to prostokątny płat tkaniny, podzielony na cztery pionowe pasy: dwa żółte, czarny i w stosunku 2:1:1:2.                                                                                           |
| Miasto Starachowice |      | Flaga miasta została ustanowiona uchwałą nr XII/2/04 z 29 listopada 2004. Jest to prostokątny płat tkaniny o proporcjach 5:8 koloru błękitnego, w którego centralnej części umieszczono godło z herbu miasta. |

### Powiat staszowski
| Gmina                   | Wzór | Opis |
| ----------------------- | ---- | --- |
| Miasto i gmina Połaniec |      | Flaga gminy została ustanowiona uchwałą nr XLI/333/98 z 28 maja 1998. Jest to prostokątny płat tkaniny podzielony na dwa poziome pasy: czerwony i błękitny. W lewym górnym rogu umieszczono godło z herbu gminy. |

### Powiat włoszczowski
| Gmina            | Wzór | Opis |
| ---------------- | ---- | --- |
| Gmina Kluczewsko |      | Flaga gminy, została ustanowiona uchwałą XIV/23/2012 z 29 czerwca 2012. Jest to prostokątny płat tkaniny o proporcjach 5:8 koloru czerwonego, z którego lewej strony umieszczono godło z herbu gminy.                                                              |
| Gmina Krasocin   |      | Flaga gminy, autorstwa dr Jerzego Michty, została ustanowiona uchwałą nr XXIV/185/12 z 28 grudnia 2012. Jest to prostokątny płat tkaniny o proporcjach 5:8, podzielony na dwa równe poziome pasy: błękitny i czerwony. Umieszczono na nich elementy z herbu gminy. |
| Gmina Moskorzew  |      | Flaga gminy została ustanowiona uchwałą nr XXXIV/138/10 z 20 sierpnia 2010. Jest to prostokątny płat tkaniny, podzielony na trzy poziome pasy: dwa żółte i niebieski. W jego centralnej części umieszczono herb gminy.                                             |
| Gmina Radków     |      | Flaga gminy, autorstwa prof. Andrzeja Desperaka została ustanowiona 30 grudnia 2008. Jest to prostokątny płat tkaniny, podzielony na trzy kliny: dwa białe i czerwony. Z lewej strony płata umieszczono godło z herbu gminy.                                       |
| Gmina Secemin    |      | Flaga gminy została ustanowiona uchwałą nr XL/172/02 z 5 czerwca 2002. Jest to prostokątny płat tkaniny o proporcjach 5:8, podzielony na dwa równe poziome pasy: błękitny i czerwony. Z lewej strony umieszczono godło z herbu gminy.                              |